# NGC 6959
NGC 6959 (другие обозначения — PGC 65369, ZWG 374.13) — линзообразная галактика (S0) в созвездии Водолей.
Этот объект входит в число перечисленных в оригинальной редакции «Нового общего каталога».